# Marie-Louise Bévis
Marie-Louise Bévis (* 12. Oktober 1972 in Morne-à-l’Eau, Guadeloupe) ist eine ehemalige französische Leichtathletin, die sich auf den Sprint spezialisiert hat.

## Sportliche Laufbahn
Erste internationale Erfahrungen sammelte Marie-Louise Bévis vermutlich im Jahr 1993, als sie bei den Weltmeisterschaften in Stuttgart mit der französischen 4-mal-400-Meter-Staffel in 3:27,08 min im Finale den sechsten Platz belegte. 1995 erreichte sie bei den Hallenweltmeisterschaften in Barcelona ursprünglich das Finale, wurde aber nachträglich wegen eines positiven Dopingtests disqualifiziert. Im August verpasste sie bei den Freiluftweltmeisterschaften in Göteborg mit der Staffel mit 3:27,11 min den Finaleinzug. Im Jahr darauf wurde sie bei den Halleneuropameisterschaften in Stockholm in der ersten Runde über 400 Meter disqualifiziert und 1997 belegte sie bei den Mittelmeerspielen in Bari in 52,72 s den fünften Platz. Zudem gewann sie dort im Staffelbewerb in 3:30,62 min die Silbermedaille hinter dem italienischen Team. Anschließend siegte sie bei den Spielen der Frankophonie in Antananarivo in 52,91 s über 400 Meter und sicherte sich mit der Staffel in 3:34,99 min die Silbermedaille hinter dem kamerunischen Team. Im Jahr darauf schied sie bei den Halleneuropameisterschaften in Valencia mit 52,81 s im Vorlauf im Einzelbewerb aus und auch bei den Halleneuropameisterschaften 2000 in Gent kam sie mit 53,86 s nicht über die Vorrunde hinaus. Im Jahr darauf verpasste sie bei den Spielen der Frankophonie in Ottawa mit 52,66 s den Finaleinzug über 400 Meter und mit der Staffel gewann sie in 3:30,04 min die Silbermedaille hinter dem polnischen Team. Anschließend belegte sie mit der Staffel bei den Weltmeisterschaften in Edmonton in 3:27,54 min im Finale den sechsten Platz. Daraufhin siegte sie in 52,90 s bei den Mittelmeerspielen in Tunis über 400 Meter sowie in 3:34,28 min auch im Staffelbewerb. 2002 belegte sie mit der Staffel in 3:31,71 min den fünften Platz bei den Europameisterschaften in München und im Jahr darauf verpasste sie bei den Weltmeisterschaften in Paris mit 3:30,29 min den Finaleinzug. 2005 beendete sie ihre aktive sportliche Karriere im Alter von 32 Jahren.
In den Jahren 1997, 2000 und 2003 wurde Bévis französische Meisterin im 400-Meter-Lauf im Freien sowie 1993 und 1996 sowie 1998 und 2000 in der Halle.

## Persönliche Bestleistungen
- 400 Meter: 51,50 s, 28. Juni 2003 in Nogent-sur-Marne
  - 400 Meter (Halle): 52,63 s, 10. Februar 1996 in Paris